# Ivans Lukjanovs
Ivans Lukjanovs (russisch: Иван Лукьянов, * 24. Januar 1987 in Daugavpils) ist ein ehemaliger lettischer Fußballspieler.

## Karriere

### Verein
Ivans Lukjanovs begann seine Karriere in der Lettischen Hauptstadt Riga, beim JFC Skonto der Jugendabteilung des Rekordmeisters Skonto Riga. In der Spielzeit 2006 gab er sein Debüt in der höchsten lettischen Spielklasse der Virslīga. Dadurch, dass er bei Skonto in seiner ersten Profisaison nur wenige Einsätze vorweisen konnte, wurde dieser in den Jahren 2006 bis 2008 jeweils an drei andere Vereine verliehen. Zunächst spielte er zweimal bei Olimp Riga, später in der litauischen A Lyga jeweils eine Halbserie beim FC Šiauliai und Sūduva Marijampolė. Zu Beginn der Saison 2009 kehrte Lukjanovs zurück nach Riga und konnte dort in der ersten Saisonhälfte in 15 Spielen 14 Tore erzielen, wodurch andere Vereine auf den offensiv Spieler aufmerksam wurden, darunter der polnische Erstligist Lechia Gdańsk. In der Sommerpause 2009/10 wechselte er gemeinsam mit seinem Teamkollegen Sergejs Kožans nach Danzig. Nachdem sein auslaufender Vertrag im Sommer 2012 nicht verlängert worden war, wechselte er im August 2012 zum ukrainischen Erstligisten Metalurh Saporischschja. Es folgten weitere Stationen bei den russischen Zweitligisten Wolgar-Gasprom Astrachan, Rotor Wolgograd und Fakel Woronesch. Anschließend spielte er drei Jahre für den Riga FC und gewann dort drei nationale Titel. Die Saison 2020 verbrachte er bei FK RFS und beendete dort seine aktie Karriere.

### Nationalmannschaft
Sein Debüt für die Lettische Fußballnationalmannschaft gab er im Jahr 2010 im Länderspiel gegen Südkorea, als er dort für Andrej Perepļotkin eingewechselt wurde. Bis 2018 absolvierte er insgesamt 20 Partien für sein Land, ein Treffer gelang ihm dabei nicht.

## Erfolge
- Lettischer Meister: 2018, 2019
- Lettischer Pokalsieger: 2018